# Darrell Henderson
Darrell Henderson Jr. (geboren am 19. August 1997 in Batesville, Mississippi) ist ein US-amerikanischer American-Football-Spieler auf der Position des Runningbacks. Er stand zuletzt bei den Los Angeles Rams in der National Football League (NFL) unter Vertrag. Henderson spielte Henderson College Football für die University of Memphis und gewann mit den Rams den Super Bowl LVI.

## College
Henderson besuchte die South Panola High School in seiner Heimatstadt Batesville, Mississippi. Dort spielte er Football und wurde 2014 als Gatorade Football Player of the Year im Bundesstaat Mississippi ausgezeichnet. Ab 2016 ging er auf die University of Memphis, um College Football für die Memphis Tigers zu spielen. Als Freshman kam er als Rotationsspieler in allen 13 Partien zum Einsatz, davon sechsmal als Starter. Er erlief 482 Yards bei 87 Versuchen und erzielte dabei fünf Touchdowns, zudem fing er 20 Pässe für 237 Yards und drei Touchdowns. Darüber hinaus gelang ihm ein weiterer Touchdown bei einem Kick Return über 99 Yards. Ab der Saison 2017 war er Stammspieler und führte das Team in Rushing-Yards an, dabei kam er auf 1154 Yards bei 130 Läufen und neun Touchdowns.
In der Saison 2018 kam Henderson in 13 Spielen bei 214 Läufen auf 1909 Yards Raumgewinn im Laufspiel und 22 Touchdowns. Damit egalisierte er den Bestwert von DeAngelo Williams für die meisten Touchdowns eines Spielers von Memphis in einer Saison. Er wurde in das All-Star-Team der American Athletic Conference sowie zum Consensus All-American gewählt.
Bei der Wahl zur Heisman Trophy 2018 belegte Henderson den zehnten Platz. Im Dezember 2018 gab Henderson bekannt, dass er auf das letzte Spiel der Saison und ein mögliches weiteres Jahr am College verzichten werde, um sich für den NFL Draft anzumelden. Mit 8,2 Yards pro Lauf in seiner College-Karriere hält Henderson den NCAA-Rekord in dieser Statistik seit 1956.

## NFL
Henderson wurde im NFL Draft 2019 in der dritten Runde an 70. Stelle von den Los Angeles Rams ausgewählt. Als Rookie war er Ersatzspieler hinter Todd Gurley und kam in 13 Spielen zum Einsatz, in denen er 147 Yards bei 39 Läufen erzielte. Nach dem Abgang von Gurley teilte Henderson sich in der Saison 2020 das Backfield der Rams mit Zweitrundenpick Cam Akers und Malcolm Brown. Dabei erzielte er 624 Yards Raumgewinn und fünf Touchdowns bei 138 Versuchen und fing 16 Pässe für 159 Yards und einen weiteren Touchdown. Zwar etablierte Akers sich im Verlauf der Saison 2020 als Starter, allerdings riss er sich im Juli 2021 die Achillessehne, sodass Henderson ihn als Stammspieler ersetzte. Henderson war bis zum 13. Spieltag der Starting-Runningback der Rams, anschließend verpasste er verletzungsbedingt mehrere Spiele und wurde in der Folge durch Sony Michel ersetzt. Mit 688 Yards und fünf Touchdowns war Henderson nach Michel der zweiterfolgreichste Runningback der Rams in der Saison 2021. Am Ende der Saison 2021 gewann Henderson mit den Los Angeles Rams den Super Bowl LVI. Mit 283 Yards und drei Touchdowns bei 70 Läufen war Henderson 2022 nach zehn Spielen der führende Runningback bei den Rams. Dennoch wurde er während der Saison am 22. November 2022 entlassen, nachdem er im Spiel davor deutlich weniger Spielzeit gesehen hatte und in der Rotation hinter Akers und Rookie Kyren Williams zurückgefallen war.
Daraufhin nahmen die Jacksonville Jaguars Henderson über die Waiver-Liste unter Vertrag. Nachdem er an zwei Spieltagen nicht zum Einsatz gekommen war, wurde er bereits am 9. Dezember wieder entlassen.
Am 18. Oktober 2023 nahmen die Los Angeles Rams Henderson in ihren Practice Squad auf. Zuvor hatte er bei den Arlington Renegades für die XFL-Saison 2024 unterschrieben. Er erlief in vier Spielen 112 Yards und zwei Touchdowns bei 46 Versuchen, zudem fing er zehn Pässe für 103 Yards. Am 21. November 2023 wurde Henderson von den Rams entlassen. Anschließend wurde er erneut in den Practice Squad aufgenommen, erhielt aber vor seiner endgültigen Entlassung am 26. Dezember 2023 keine weitere Einsatzzeit.

### NFL-Statistiken
| Saison                             | Team  | Spiele | Spiele | Rushing | Rushing | Rushing | Rushing | Rushing | Receiving | Receiving | Receiving | Receiving | Receiving | Fumbles | Fumbles |
| Saison                             | Team  | GP     | GS     | Att     | Yds     | Avg     | Lng     | TD      | Rec       | Yds       | Avg       | Lng       | TD        | Fum     | Lost    |
| ---------------------------------- | ----- | ------ | ------ | ------- | ------- | ------- | ------- | ------- | --------- | --------- | --------- | --------- | --------- | ------- | ------- |
| 2019                               | LAR   | 13     | 0      | 39      | 147     | 3,8     | 22      | 0       | 4         | 37        | 9,3       | 40        | 0         | 0       | 0       |
| 2020                               | LAR   | 15     | 11     | 138     | 624     | 4,5     | 40      | 5       | 16        | 159       | 9,9       | 28        | 1         | 0       | 0       |
| 2021                               | LAR   | 12     | 10     | 149     | 688     | 4,6     | 29      | 5       | 29        | 176       | 6,1       | 25        | 3         | 0       | 0       |
| 2022                               | LAR   | 10     | 7      | 70      | 283     | 4,0     | 23      | 3       | 17        | 102       | 6,0       | 15        | 0         | 0       | 0       |
| 2023                               | LAR   | 4      | 4      | 46      | 112     | 2,4     | 16      | 2       | 10        | 103       | 10,3      | 32        | 0         | 0       | 0       |
| Total                              | Total | 54     | 32     | 442     | 1854    | 4,2     | 40      | 15      | 76        | 577       | 7,6       | 32        | 4         | 0       | 0       |
| Quelle: pro-football-reference.com |       |        |        |         |         |         |         |         |           |           |           |           |           |         |         |